# Naomi Grossman
Naomi Grossman (Denver, 6 febbraio 1975) è un'attrice e scrittrice statunitense.
È conosciuta soprattutto per il ruolo di Pepper nella serie American Horror Story.

## Vita privata
Naomi è nata a Denver, in Colorado. Nella sua vita, si è esibita in molti spettacoli teatrali. Dopo aver frequentato il liceo in Argentina, ha frequentato, e si è laureata, presso la Northwestern University con una specializzazione in teatro. È stata membro di un'improvvisazione e di uno sketch comico presso la troupe The Groundlings di Los Angeles, in California, e voleva fare in ultima analisi, il Sabato Night Live. Quando il gruppo ha tagliato i legami con lei, ha iniziato l'insegnamento della lingua spagnola per aggiungere altro alla sua carriera di attrice. Grossman scrive e produce, e ha citato Lily Tomlin, Tracy Ullman, Gilda Radner e Carol Burnett come sue fonti d'ispirazione.

## Carriera
Ha iniziato la sua carriera nel 1990 con ruoli televisivi minori, oltre ad aver partecipato a spettacoli teatrali.
Non sapendo quale fosse il ruolo, Grossman inviò un provino per American Horror Story: Asylum, e a metà del 2012 fu scelta per il ruolo di Pepper, una microcefala; la stagione debuttò nello stesso anno, il 17 ottobre. In preparazione per il ruolo, Naomi dovette rasarsi i capelli. Nel 2014, la Grossman è tornata nella quarta stagione, American Horror Story: Freak Show, riprendendo il suo ruolo di Pepper della seconda stagione, facendo di lei la prima ad interpretare lo stesso ruolo in due diverse stagioni dello show. 

## Filmografia

### Cinema
- Marisa, Where Art Thou? (2000)
- Over the Shoulder (2005)
- Bubbles (2007)
- Wacky Spoof Commercials (2007)
- Yes (2008)
- Men at Work (2008)
- Represent (2009)
- Table for Three (2009)
- The Hollywood Housesitter (2009)
- My Boyfriend Is a Blimp (2009)
- Jesus's Secretary (2009)
- Hot Yoga (2009)
- Food Poisoning (2009)
- Burka Girls Gone Wild (2009)
- Paradrunked Activity (2010)
- Chabduction (2011)
- Teat the Parents (2011)
- Kev Jumba Dances with the Stars (2012)
- Touch My Junk (2012)
- Backersfield, Earth (2013)
- #RIP (2013)
- Just Me and All of You (2014)
- Fear, Inc. (2016)
- The Chair (2016)
- An Accidental Zombie (2017)
- Painkillers (2018)
- Sleep Away (2018)
- Short Straw (2018)
- Bite Me (2019)
- The Lucker (2019)
- 1BR (2019)
- The Allnighter (2022)

### Televisione
- Le inchieste di Padre Dowling (1990)
- Sabrina, vita da strega (1998)
- American Horror Story: Asylum (2012-2013)
- American Horror Story: Freak Show (2014)
- Casual (2018)
- American Horror Story: Apocalypse (2018)
- Good Girls (2020)
- American Horror Stories (2021)

## Doppiatrici italiane
- Ewa Spadlo in American Horror Story
- Tatiana Dessi in American Horror Stories